# 趙萌
趙 萌（ちょう ぼう、生没年不詳）は、中国の新代の武将。荊州南陽郡棘陽県の人。更始帝（劉玄）の夫人の父となった。

## 事跡

### 新を滅ぼす
| 姓名           | 趙萌             |
| 時代           | 新代             |
| 生没年         | 〔不詳〕         |
| 字・別号       | 〔不詳〕         |
| 本貫・出身地等 | 荊州南陽郡棘陽県 |
| 職官           | 右大司馬〔更始〕 |
| 爵位・号等     | -                |
| 陣営・所属等   | 更始帝           |
| 家族・一族     | 娘：更始帝の夫人 |

更始元年（23年）2月に劉玄が更始帝として即位するまでの、趙萌の事跡は不明である。更始帝との良好な関係から考えれば、更始帝と同様に平林軍出身の可能性は高いが、それを裏付ける証拠は無い。
同年8月、趙萌は西屏大将軍申屠建・丞相司直李松と共に、更始帝から長安攻略を命じられ、まもなく長安へ攻め入り、王莽を斬って新を滅ぼした。その際、先行して長安入りし、漢大将軍と自称して玉璽や宮女、儀杖を秘蔵していた王憲を、趙萌は申屠建と協力して誅殺している。しかし、このために、三輔の民衆も王莽と同様に尽く処刑されるというデマが広がり、三輔各地で更始政権に対する反乱が頻発した。趙萌らはこれを鎮圧できず、この三輔の反乱は、更始2年（24年）2月に更始帝が長安入りし、大赦を布告するまで続いた。

### 更始政権での専横
更始帝が長安に遷都してくると、趙萌は李松と共に、功臣たちを王に封じるよう更始帝に進言したが、大司馬朱鮪はこれに反対する。しかし、更始帝は趙萌らの言を容れ、功臣たちを王に封じた。この際に、朱鮪は王に封じられることを辞退したために更始帝の不興を買い、朱鮪は左大司馬に遷され、劉賜が前大司馬、そして趙萌は右大司馬に任命されている。そして趙萌は、丞相に昇進した李松と共に、内政を共同で総理した。
その後間もなく、趙萌は自身の娘を更始帝の夫人（以下「趙夫人」とする）として娶わせた。更始帝は趙夫人を寵愛し、政務を趙萌に任せ、自身は後宮で韓夫人や趙夫人と酒宴に耽るようになってしまう。専横著しい趙萌について、これを抑えるよう更始帝に諌める者もあったが、更始帝に剣で斬りつけられてしまったため、その後は誰も諌めなくなる。また、趙萌の専横ぶりも、私怨を抱いていた侍中を、更始帝の命乞いも無視して処刑するほどの酷さであった。

### 更始政権の滅亡
更始3年（25年）、劉秀配下の鄧禹軍と赤眉軍が長安へ進攻してくる。王匡・張卬らの更始政権の諸将は、更始帝に長安を捨てて南陽へ引き返すよう進言した。しかし、更始帝はこれを拒否して、長安へ進撃してくる赤眉を迎え撃つよう命じ、趙萌は、王匡・陳牧・成丹と共に新豊で迎撃態勢を整える。
ところが長安城内で張卬らが兵変を起こし、更始帝は新豊へ逃亡してくる。猜疑心を募らせた更始帝は、趙萌以外の新豊の諸将も張卬の一味ではないかと疑った。そして、陳牧・成丹を呼び出し、これに応じた2人をまとめて誅殺してしまったのである。驚き恐れた王匡は、長安の張卬を頼って逃走し、やはり更始帝に叛旗を翻した。
趙萌は、李松と共に更始帝に従い、長安城内の王匡・張卬らに反撃し、これを激戦の末に敗走させた。進退窮まった王匡・張卬らは、赤眉軍に降伏してこれを長安まで導き、同年9月、長安は陥落して更始政権は滅亡した。更始帝と李松は、間もなく赤眉軍により処刑されたが、趙萌については、その末路について史書で触れられていない。

## 関連記事
- 新末後漢初